# Saint-Menges

Saint-Menges este o comună în departamentul Ardennes din nordul Franței. În 1 ianuarie 2022 avea o populație de 934 de locuitori.